# Artur Till
Artur Till (ur. 21 kwietnia 1874, zm. 2 maja 1936 we Lwowie) – polski doktor praw, adwokat, major rezerwy artylerii Wojska Polskiego.

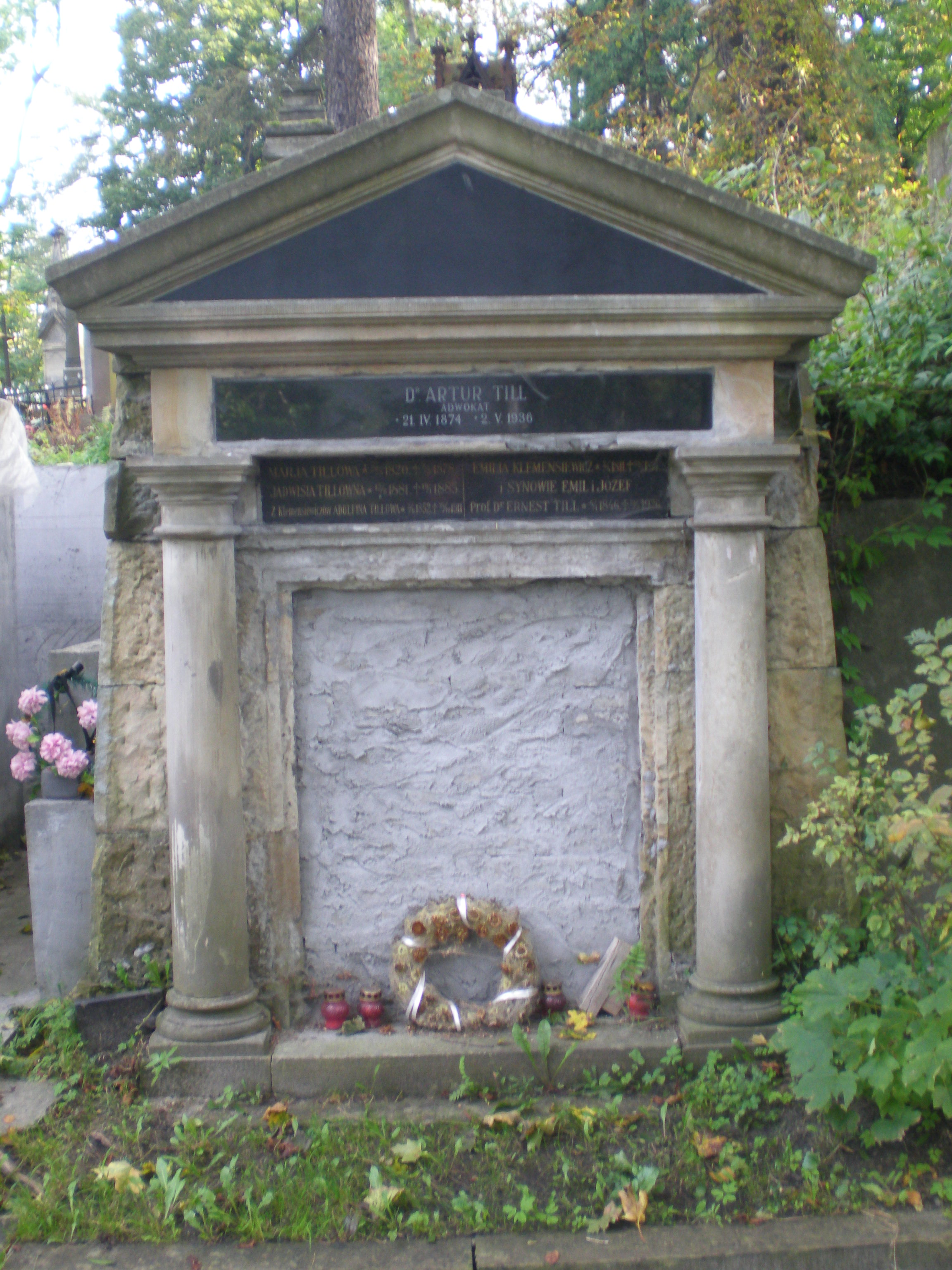
Grobowiec rodziny Tillów we Lwowie

## Życiorys
Urodził się 21 kwietnia 1874. Był synem Ernesta (1846-1926), profesora Wydziału Prawa Uniwersytetu Lwowskiego.
W młodości był członkiem Lwowskiego Klubu Szermierczego i startował w zawodach (wraz z nim m.in. Stanisław Till). Ukończył studia prawa uzyskując tytuł naukowy doktora. W okresie zaboru austriackiego w ramach autonomii galicyjskiej pracował jako adwokat i przedstawiciel prawny we Lwowie. 
Po zakończeniu I wojny światowej i odzyskaniu przez Polskę niepodległości w 1918 został przyjęty do Wojska Polskiego. Został awansowany do stopnia majora rezerwy artylerii ze starszeństwem z 1 czerwca 1919. W 1923 był oficerem rezerwowym 2 Dywizjonu Artylerii Konnej w Łucku, a w 1924 oficerem pospolitego ruszenia tej jednostki.
Był członkiem Towarzystwa Prawniczego we Lwowie, kierowanego przez ojca. Pełnił funkcję prezesa Okręgowego Związku Adwokatów Polskich we Lwowie, oraz członka zarządu głównego ZAP. Po śmierci ojca w 1936 był współredaktorem czasopisma „Przegląd Prawa i Administracji”. Publikował w piśmie „Czasopismo Adwokatów Polskich”.
Zmarł 2 maja 1936 we Lwowie. Został pochowany w grobowcu rodzinnym na Cmentarzu Łyczakowskim we Lwowie 5 maja 1936,